# 1980年在ハバナペルー大使館危機
1980年在ハバナペルー大使館危機（1980ねんざいはばなぺるーたいしかんきき、英: 1980 Havana Peruvian embassy crisis）とは、1980年4月4日にキューバのハバナのペルー大使館が、大使館内に避難していた1万人以上のキューバ人に外交的保護を与え、最終的に12万人ものキューバ人がキューバを離れてマリエル難民事件と呼ばれる一連の経済的・政治的出来事を引き起こすきっかけになった事件。ペルーの外交官のエルネスト・リットラーがキューバ人を保護するために先陣を切った。

## 経過
1980年4月、キューバ人6名が、キューバのペルー大使館のゲートにバスで体当たりした。彼らは国の悲惨な経済状況や政治的抑圧から逃れたがっていた。このとき大使館の警備にあたっていた警察官が死亡した。キューバ政府は、押し入った6名をキューバ当局に引渡しを求めた。ペルー大使館はこれを拒否した。フィデル・カストロは、大使館の前から警備員を全員撤退させてペルーに圧力をかけた。すると、チャンスとばかりに４日間に１万人以上のキューバ人がペルー大使館に押し寄せた。大使館の庭は立錐の余地もなくなった。
4月4日夜から5日にかけて、リットラーはペルー大使館を占拠しているキューバ人が難民として認められるかどうかについてカストロと交渉を行った。そしてキューバ政府側は、それらのキューバ人は単なる「移住希望者 (emigrating people)」であるとした。これによって、キューバ政府と在ハバナのペルー大使館は移住希望のキューバ人の渡航のための手続きに入ることになった。緊張状態を緩和するための措置を取らざるを得なかったカストロは、アメリカ政府との移民協定に署名をし、キューバ国民は今後誰でもマリエル港から出国してもよいと発表した。また、この事件の前からペルー大使館で外交的保護を受けていた34人のキューバ人もキューバから離れることができるようになった。
「移住希望のキューバ人」の一部は強制的にペルー大使館に滞在させられることになっていたことから、キューバ政府はペルー大使館の安全も保障した。しかし、大使館警備員の一部が退去してしまったことから、外交関係に関するウィーン条約に反する暴動も発生した。

## 影響
この事件は、国際法の加筆と、ラテンアメリカにおける平和維持に対する認識を改めることのきっかけとなった。事件はさらにマリエル難民事件と呼ばれる12万5千人のキューバ人のアメリカへの移住による一連の経済的・政治的危機を引き起こした。
ペルーの外交官エルネスト・リットラーは2011年にパルマ―賞 (Palmer Award) を受賞し、2016年にはキューバ人の人権を守った功績を称えられノーベル平和賞の受賞候補者となった。